# خوليو أنخيل
خوليو أنخيل (بالإنجليزية: Julio Angel)‏ هو مغني أمريكي، ولد في 23 ديسمبر 1945 في بايامون في الولايات المتحدة، وتوفي في 6 يوليو 2015 في ميامي في الولايات المتحدة بسبب ورم نخاعي متعدد.

## وصلات خارجية
- خوليو أنخيل على موقع IMDb (الإنجليزية)
- خوليو أنخيل على موقع ميوزك برينز (الإنجليزية)
- خوليو أنخيل على موقع ديسكوغز (الإنجليزية)